# 町田浩樹
町田浩樹（日语：町田 浩樹；1997年8月25日—），日本足球運動員，司職后卫，現效力德国足球甲级联赛球隊賀芬咸，日本國家足球隊成員。

## 俱樂部生涯
町田浩树出道于鹿岛鹿角青训，2016年升上一线队，并且从2019年开始逐渐获得出场机会并成为球队主力中后卫。
在2021年赛季日职联赛中，町田浩树代表鹿岛鹿角出战34场比赛，打入5球并贡献1次助攻，帮助球队拿到联赛第四名的好成绩。
日职联赛鹿岛鹿角对湘南比马的比赛，国奥队成员町田浩树取得进球，帮助鹿岛3-1取胜。
2022年1月4日，比甲球会圣基莱斯联官方宣布，鹿岛鹿角中卫町田浩树租借加盟18个月，合同中包含买断条款。
比甲球会圣基莱斯联官方，从鹿岛鹿角买断町田浩树，双方签约至2026年。根据此前媒体的预测，买断费超过100万欧元。

## 國家隊生涯
町田浩树也入选了日本国奥，代表球队参加了2020年东京奥运会。
日本足球协会官方宣布，富安健洋因伤退出国家队，町田浩树递补入选。这也是町田浩树首次入选国家队。

## 外部連結
- 日本職業足球聯賽中的町田浩樹 （日語）
- 町田浩樹 （页面存档备份，存于）在鹿岛鹿角官网中的档案